# سكوت سوتون
سكوت سوتون (بالإنجليزية: Scott Sutton)‏ هو مدرب كرة سلة أمريكي، ولد في 3 يونيو 1970 في أوماها في الولايات المتحدة.

## روابط خارجية
- سكوت سوتون على موقع كلية كرة السلة في سبورتس رفرنس.كوم (الإنجليزية)
- سكوت سوتون على موقع كلية كرة السلة في سبورتس رفرنس.كوم (الإنجليزية)